# Distantinia nigrocacuminis
Distantinia nigrocacuminis är en insektsart som beskrevs av Frederick Arthur Godfrey Muir 1917. Distantinia nigrocacuminis ingår i släktet Distantinia och familjen Derbidae. Inga underarter finns listade i Catalogue of Life.